# RD-250
Le RD-250 (indice GRAU 8D518) est la version de base d'une famille de moteurs-fusées à ergols liquides à deux tuyères, brûlant du N2O4 et de l'UDMH selon le cycle à combustion étagée riche en oxydant. Le RD-250 a été développé par le OKB-456 pour le missile balistique intercontinental du constructeur PA Ioujmach de Yangel, le R-36 (8K67). Des variantes ont été utilisées sur les lanceurs spatiaux Tsiklon-2 et Tsiklon-3. Il devait être utilisé sur le Tsiklon-4, mais à la suite de l'abandon du projet, il doit être considéré hors production.

## Versions
Plusieurs versions ont été fabriquées :
- RD-250 (indice GRAU 8D518) : moteur de base de la famille. Utilisé sur le R-36. Un groupe de trois RD-250 forme le module RD-251.
- RD-250P (indice GRAU 8D518P) : version améliorée du RD-250. Utilisé sur le R-36P. Un groupe de trois RD-250P forme le module RD-251P.
- RD-250M (indice GRAU 8D518M) : version améliorée du RD-250P. Utilisé sur le R-36-O. Un groupe de trois RD-250M forme le module RD-251M.
- RD-250PM (indice GRAU 8D518PM) : version améliorée du RD-250M. Utilisé sur le Tsiklon-3. Un groupe de trois RD-250PM forme le module RD-261.
- RD-252 (indice GRAU 8D724) : version optimisée pour le vide du RD-250. Utilisé sur le deuxième étage des R-36 et Tsiklon-2[4],[6].
- RD-262 (indice GRAU 11D26) : version améliorée du RD-252. Utilisé sur le deuxième étage du Tsiklon-3[7],[6].

## Modules
Certains de ces moteurs sont rassemblés dans des modules de plusieurs moteurs. Les modules concernés sont les suivants :
- RD-251 (indice GRAU 8D723) : module comprenant trois RD-250. Module de propulsion du premier étage du R-36 (8K67)[3].
- RD-251P (indice GRAU 8D723P) : module comprenant trois RD-250P. Module de propulsion du premier étage du R-36P (8K68).
- RD-251M (indice GRAU 8D723M) : module comprenant trois RD-250M. Module de propulsion du premier étage des R-36-O (8K69) et Tsiklon-2[5].
- RD-261 (indice GRAU 11D69) : module comprenant trois RD-250PM. Module de propulsion du premier étage du Tsiklon-3[8],[5].

## Comparaison
| Moteur                         | RD-250                       | RD-250P                        | RD-250M                                          | RD-250PM                   | RD-252                                             | RD-262                      |
| ------------------------------ | ---------------------------- | ------------------------------ | ------------------------------------------------ | -------------------------- | -------------------------------------------------- | --------------------------- |
| Indice GRAU                    | 8D518                        | 8D518P                         | 8D518M                                           | 8D518PM                    | 8D724                                              | 11D26                       |
| Module                         | RD-251                       | RD-251P                        | RD-251M                                          | RD-261                     | N/A                                                | N/A                         |
| Indice GRAU du Module          | 8D723                        | 8D723P                         | 8D723M                                           | 11D69                      | N/A                                                | N/A                         |
| Développement                  | 1962-1966                    | 1967-1968                      | 1966-1968                                        | 1968-1970                  | 1962-1966                                          | 1968-1970                   |
| Ergols                         | N2O4/UDMH                    | N2O4/UDMH                      | N2O4/UDMH                                        | N2O4/UDMH                  | N2O4/UDMH                                          | N2O4/UDMH                   |
| Pression chambre de combustion | 8,336 MPa                    | 8,336 MPa                      | 8,336 MPa                                        | 8,336 MPa                  | 8,924 MPa                                          | 8,924 MPa                   |
| Poussée dans le vide           | 881,6 kN                     | 881,6 kN                       | 881,6 kN                                         | 881,7 kN                   | 940,8 kN                                           | 941,4 kN                    |
| Poussée au niveau de la mer    | 788,5 kN                     | 788,5 kN                       | 788,5 kN                                         | 788,7 kN                   | N/A                                                | N/A                         |
| Isp dans le vide               | 301 s                        | 301 s                          | 301 s                                            | 301,4 s                    | 317,6 s                                            | 318 s                       |
| Isp au niveau de la mer        | 270 s                        | 270 s                          | 270 s                                            | 269,6 s                    | N/A                                                | N/A                         |
| Longueur                       | 2 600 mm                     | 2 600 mm                       | 2 600 mm                                         | N/A                        | 2 190 mm                                           | 2 190 mm                    |
| Diamètre                       | 1 000 mm                     | 1 000 mm                       | 1 000 mm                                         | N/A                        | 2 590 mm                                           | 2 590 mm                    |
| Masse à vide                   | 728 kg                       | 728 kg                         | 728 kg                                           | N/A                        | 715 kg                                             | 715 kg                      |
| Utilisation                    | Premier étage du R-36 (8K67) | Premier étage du R-36P (8K67P) | Premier étage du R-36-O (8K67-O) et du Tsiklon-2 | Premier étage du Tsiklon-3 | Deuxième étage des R-36, R36P, R-36-O et Tsiklon-2 | Deuxième étage du Tsiklon-3 |

## Possible transfert technologique vers la Corée du Nord
Plusieurs experts pensent que la technologie du moteur RD-250 pourrait avoir été transférée à la Corée du Nord depuis l'espace post-soviétique. Ce transfert pourrait expliquer les rapides progrès de la Corée du Nord dans le développement de deux nouveaux missiles : le missile balistique à portée intermédiaire Hwasong 12 et le missile balistique intercontinental (ICBM), Hwasong-14 (en). À cause de la complexité de la technologie incorporée dans ce type de moteur, des modifications ou de la rétro-ingénierie semblent difficiles à concevoir. En effet, les versions nord-coréennes des moteurs sont à chambre unique alors que le RD-250 dispose de deux chambres. Il est donc possible que le matériel complet pouvait avoir été acheté sur le marché noir et envoyé directement à la Corée du Nord. Néanmoins, il existe une analyse suggérant un mécanisme alternatif permettant à la Corée du Nord de recevoir des moteurs de missile R-36, ou un missile complet, depuis l'URSS ou la Russie.